# František Josef Materna
František Josef Materna (28. září 1858 Nová Paka – 30. ledna 1929) byl český podnikatel, chemik a vývojář v oboru výroby barev a laků, majitel továrny v pražských Holešovicích. Stal se průkopníkem ve svém oboru, za svou kariéru dosáhl celé řady patentů, roku 1922 pak jeho továrna prošla kubistickou přestavbou od architekta Rudolfa Stockara.

## Život

### Mládí
Narodil se v Nové Pace, pocházel z rodiny Josefa Materny, který zde roku 1852 založil textilní továrnu na výrobu stávkového zboží. V dospělém věku odešel do Prahy, absolvoval chemické vzdělání. Roku 1885 se v Nové Pace oženil s Julií Fuchsovou, která odsud rovněž pocházela.

### První česká továrna laků, fermeží a barev F. J. Materna
Roku 1882 získal živnostenské oprávnění a založil Materna v Bredovské ulici (pozdější ulice Politických vězňů) na Novém Městě továrnu na výrobu barev, laků a fermeží. Investoval do závodu též věno své manželky (10 000 zlatých), rozšiřoval sortiment výroby. Záhy se stal jedním z předních výrobců ve svém oboru. Firma se následně změnila název na První česká továrna laků, fermeží a barev F. J. Materna.

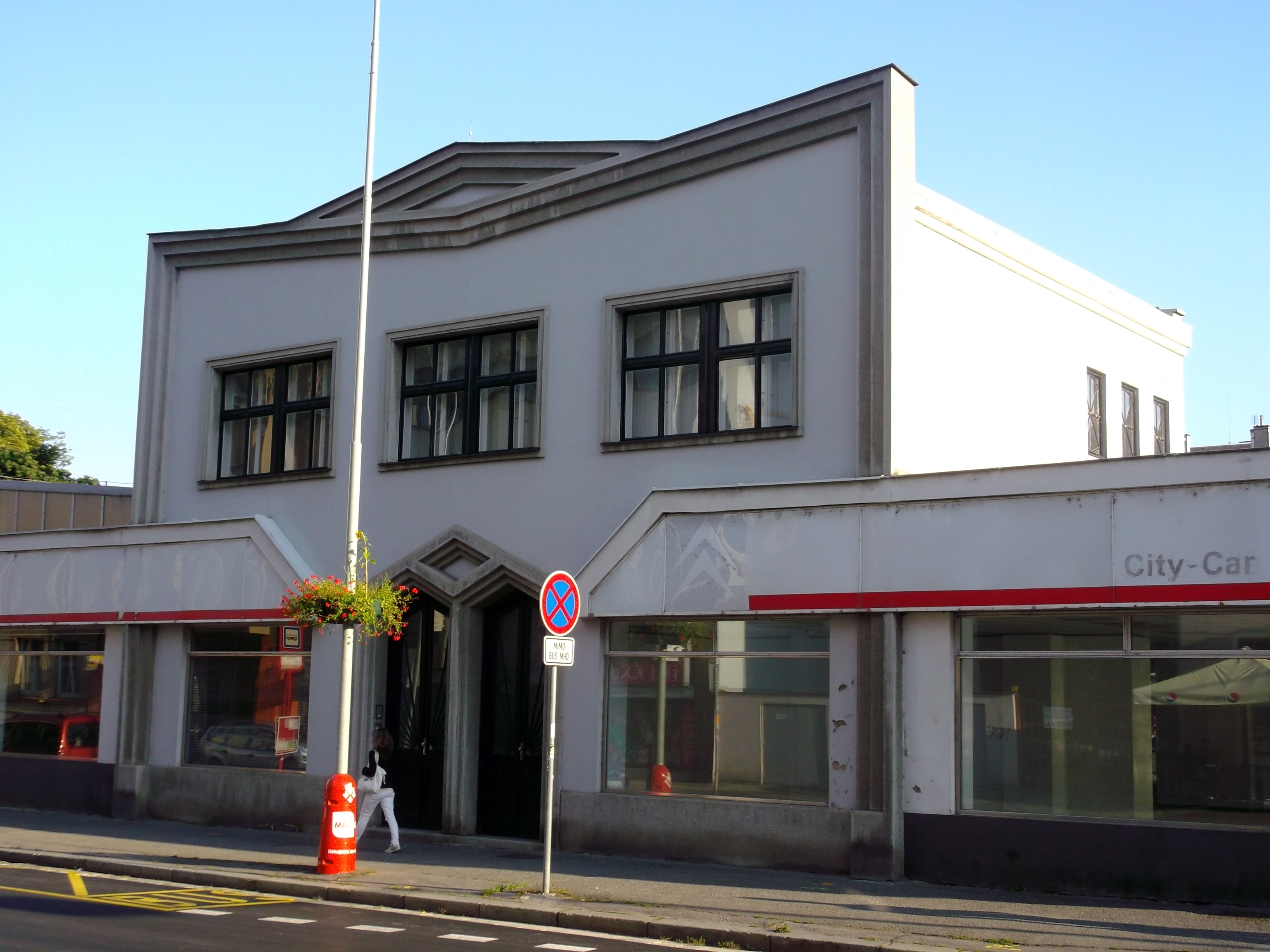
Továrna na barvy a laky Materna v Holešovicích (před přestavbou roku 2018)

Roku 1890 přestěhoval závod do Zlatnické ulice, roku 1893 se František Josef Materna rozhodl rozšířit výrobu a přemístit provoz do ještě většího prostoru v Holešovicích, na nároží Dělnické a Osadní ulice (Dělnická 20). Roku 1922 došlo k přestavbě průčelí v tehdy moderním kubistickém stylu podle návrhu architekta Rudolfa Stockara. Štít jednopatrové administrativní budovy s centrálním vstupem je celý stylizován do tvaru iniciály písmene M, tedy iniciály příjmení zakladatele firmy.

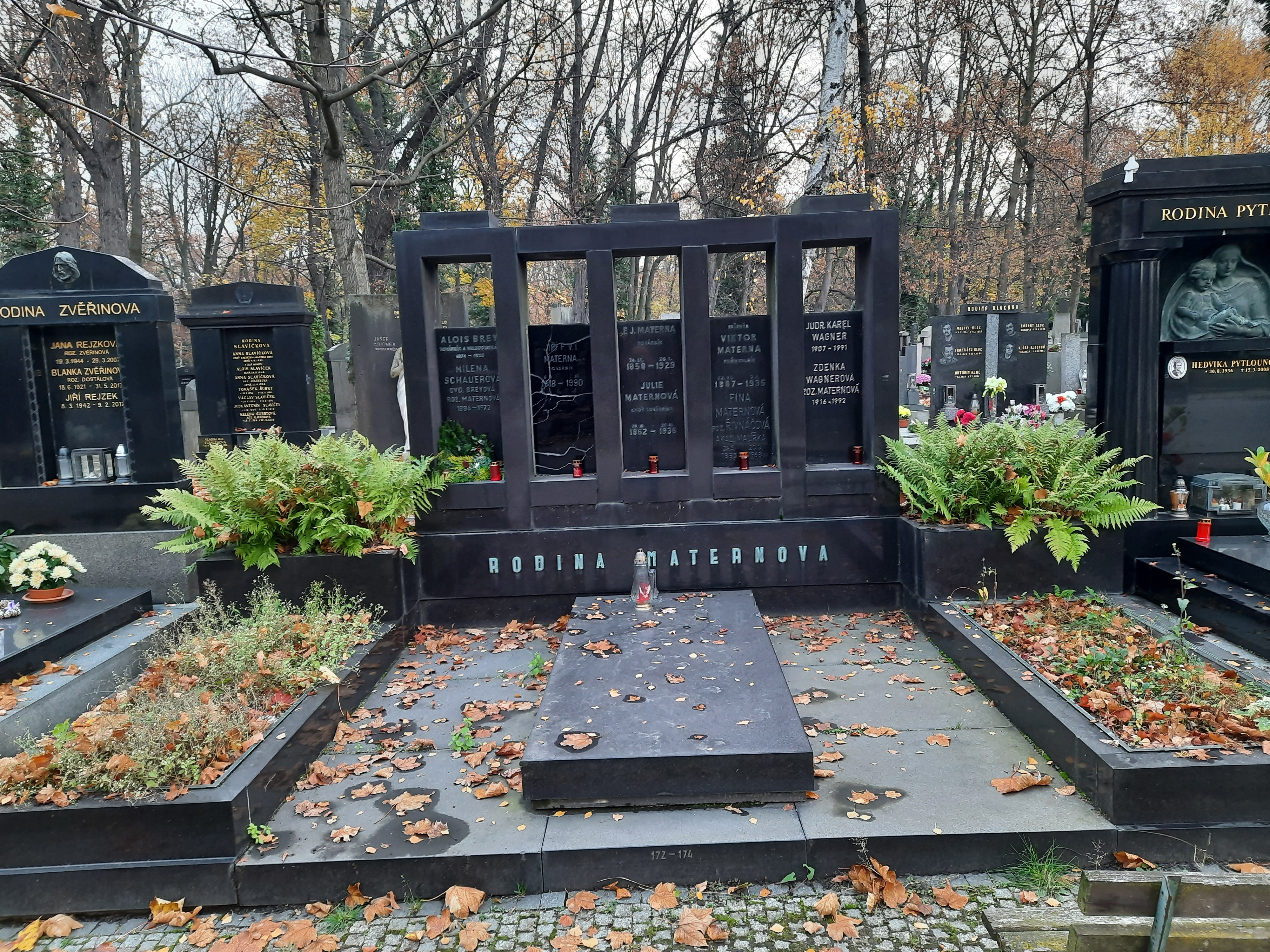
Hrobka rodiny F. J. Materny na Olšanských hřbitovech

### Úmrtí
František Josef Materna zemřel 30. ledna 1929 ve věku 70 let a byl pohřben v modernistické rodinné hrobce na Olšanských hřbitovech.
Po jeho smrti převzal vedení rodinné firmy jediný syn Viktor Materna (1887–1935). Tovární výroba byla ve 30. letech 20. století rozšířena o nový moderní závod v Hostivaři u Prahy. Po převzetí moci ve státě komunistickou stranou v Československu v únoru 1948 byla rodinná firma znárodněna.
Roku 2018 byl objekt továrny zdemolován, zachováno bylo pouze průčelí původní administrativní budovy a okolo byl postaven osmipodlažní bytový komplex.

### Rodinný život
František Josef Materna se v Nové Pace 10. června 1885 oženil s Julií, rozenou Fuchsovou (1862–1936), z Nové Paky. Měli spolu celkem čtyři děti: Viktora, Milenu, Věru provdanou Jirounkovou a Zdeňku, všechny narozené v Praze (Viktor na Královských Vinohradech).